# Штефановце
Штефановце (словац. Štefanovce) — село и одноимённая община в округе Вранов-над-Топлёу Прешовского края Словакии.

## История
Впервые упоминается в 1473 году.
В селе есть греко-католическая церковь Покрова Пресвятой Богородицы с 1783 года в стиле барокко-классицизма, перестроена в 20 веке, с 1986 года национальная культурная достопримечательность.

## Население
| Год:                | 1994 | 2004    | 2014    | 2024     |
| ------------------- | ---- | ------- | ------- | -------- |
| Количество человек: | 109  | 110     | 113     | 86       |
| Разница:            |      | +0,91 % | +2,72 % | −23,89 % |

Национальный состав населения (по данным последней переписи населения 2001 года):
- словаки — 97,35 %,
- чехи — 1,77 %.

Состав населения по принадлежности к религии состоянию на 2001 год:
- греко-католики — 68,14 %,
- римо-католики — 31,86 %.